# Dique Escaba
El Dique Escaba está ubicado sobre el río Marapa, en el sur de la provincia de Tucumán, Argentina. Construido por la empresa constructora Sollazzo Hnos S.A. entre 1937 y 1948 para generar energía, es también un conocido destino turístico. Está ubicado a una distancia de 25 km de la localidad de Juan Bautista Alberdi, desde el cual se accede por una ruta provincial, de la cual la primera mitad –en el llano– pavimentada y el tramo de montaña enripiado.
El Dique, ubicado en una estrecha quebrada, donde el río Escaba se forma a partir de la confluencia de dos ríos menores, es de hormigón armado aligerado, de gravedad. El vertedero es frontal e incorporado a la presa, servido por compuertas segmento. Dispone además de un descargador de fondo con toma controlada por una válvula. Las tuberías de la central hidroeléctrica son metálicas, con válvulas mariposa y válvulas disipadoras en sus extremos, y cuentan con chimenea de equilibrio.
La central hidroeléctrica, servida por 3 turbinas Francis de eje vertical, tiene una capacidad instalada de 18 MW, y produce anualmente 69 millones de kWh.
El embalse de Escaba, de 500 hectáreas de superficie, es un atractivo turístico para la navegación, potenciado por las posibilidades de pesca, y los paisajes rodeados de montañas, cubiertas de selvas. Entre sus atractivos adicionales, se encuentra un antiguo Cementerio de los Ingleses, rodeado de araucarias, una bella cascada y una colonia de murciélagos, que se estima que supera los 10 millones de ejemplares y que año a año anidan en el paredón del dique. Un club náutico ofrece servicios de alquiler de botes.
En el dique se pueden pescar bagres, pejerreyes y tarariras. La pesca está amenazada por una situación ecológica singular: la concentración de oxígeno del agua depende del ingreso de aguas provenientes de los cerros que alimentan el embalse. La escasez de lluvias provoca cada varios años una baja oxigenación del agua, que suele causar mortandades masivas de peces.

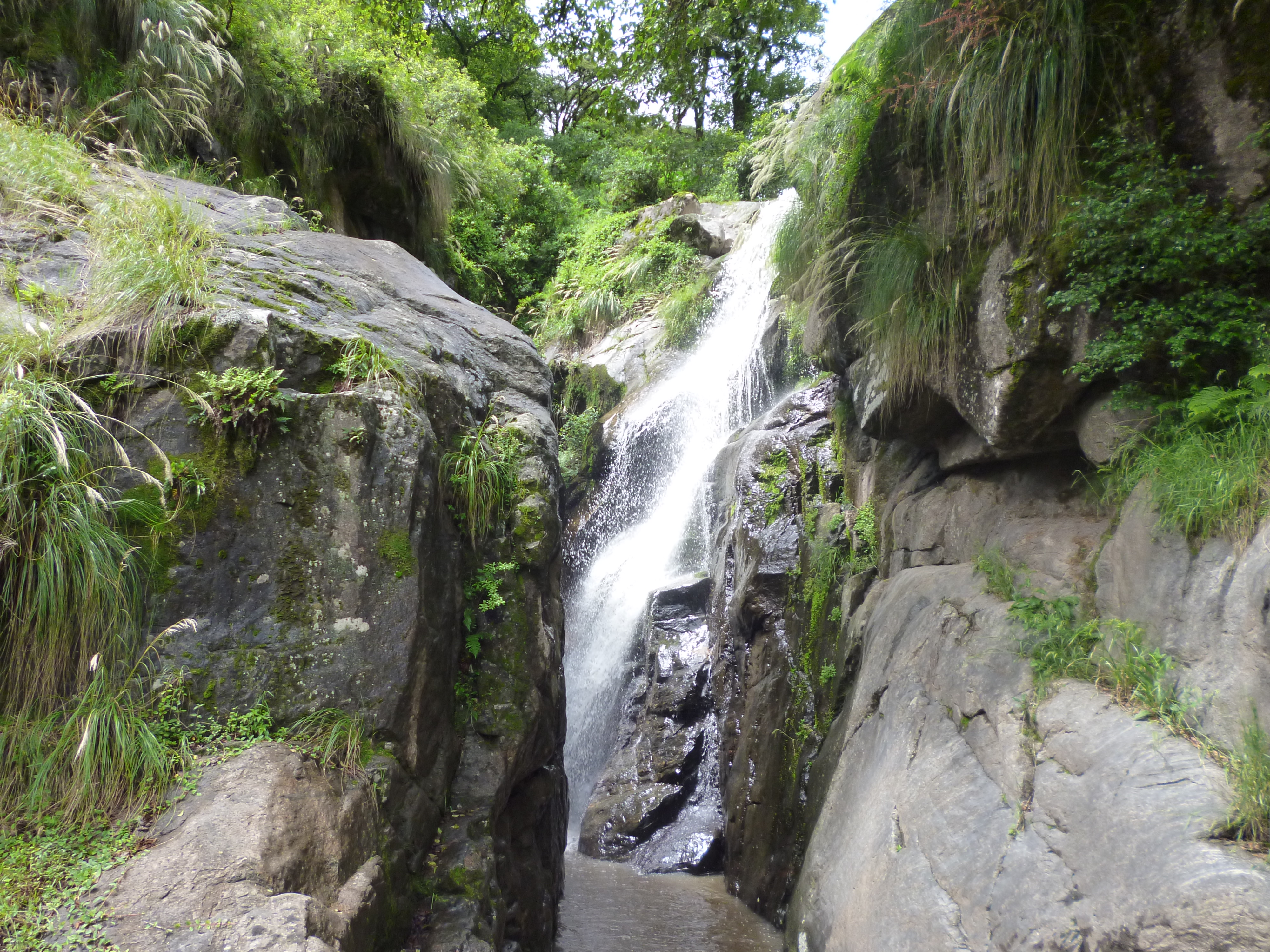
Cascada El Chorro, cerca del embalse.

Los primeros estudios para realizar esta obra datan del año 1913, pero las obras se iniciaron en 1937, con la presencia del Presidente Agustín P. Justo y del gobernador Miguel Mario Campero. Suspendidas casi de inmediato, se reiniciaron en 1943, para ser llenado e iniciar su operación en 1947, bajo la presidencia de Juan Domingo Perón.
Aguas abajo del embalse existen dos pequeños embalses compensadores, el embalse Batiruana y el "embalse El 25".